# Mykoła Chwylowy

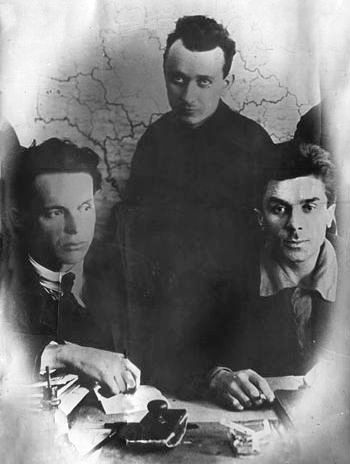
Ołeksandr Dowżenko, Kost Hordijenko, Mykoła Chwylowy, Charków 1925

Mykoła Chwylowy (ukr. Мико́ла Хвильови́й, właśc. Mykoła Hryhorowycz Fitilow ukr. Микола Григорович Фітільов; ur. 2 grudnia?/14 grudnia 1893 w Trościańcu, zm. 13 maja 1933 w Charkowie) – ukraiński pisarz i krytyk literacki, założyciel wielu pism literackich i organizacji kulturalnych. Jeden z przedstawicieli rozstrzelanego odrodzenia.

## Życiorys
Od 1919 członek KP(b)U. Jeden z głównych działaczy ruchu literackiego i narodowego w latach 20. Współzałożyciel i przywódca grupy literackiej WAPLITE. W roku 1928 założył czasopismo „Literaturnyj Jarmarok”.
Był autorem wierszy i poematów nasyconych rewolucyjną retoryką i romantycznym uniesieniem, jednym z głównych przedstawicieli XX-wiecznego romantyzmu ukraińskiego (m.in. zbiór poetycki Doswitni symfoniji, 1922), opowiadań o rewolucji ukraińskiej, wyróżniających się ornamentalno-impresjonistyczną stylistyką (m.in. Syni etiudy 1923, Osiń 1924) oraz powieści politycznych Waldsznepy (1927), osnutej na motywach narodowych. Tworzył także pamflety polemiczne Kamo hriadeszy (1925) i Dumky proty tecziji (1926) propagujące uniezależnienie literatury ukraińskiej od supremacji kultury rosyjskiej i walkę z rodzimym prowincjonalizmem. Po opublikowaniu pamfletów stał się obiektem nagonki władz partyjnych i w 1927 został zmuszony do emigracji. Przebywał w Berlinie i Wiedniu. Powrócił do USRR w 1928, od 1930 był pozbawiony pracy.
Zmarł śmiercią samobójczą, protestując przeciwko terrorowi stalinowskiemu na Ukrainie w trakcie Hołodomoru.